# Sukasari (Mandirancan)
Sukasari is een bestuurslaag in het regentschap Kuningan van de provincie West-Java, Indonesië. Sukasari telt 1924 inwoners (volkstelling 2010).